# Shugborough Hall
Shugborough Hall est une demeure seigneuriale située près de Great Haywood, dans le Staffordshire, en Angleterre.
La maison est située en bordure de Cannock Chase, à environ 5,8 milles (9,3341952 km) à l'est de Stafford et 4,7 milles (7,5639168 km) de Rugeley. Le domaine appartient aux évêques de Lichfield jusqu'à la dissolution des monastères, après quoi il passe entre plusieurs mains avant d'être acheté en 1624 par William Anson, un avocat local et ancêtre des comtes de Lichfield. Le domaine reste dans la famille Anson pendant trois siècles. Après la mort du 4e comte de Lichfield en 1960, le domaine est donné au National Trust en lieu et place des droits de succession, puis immédiatement loué au Staffordshire County Council. La gestion du domaine est rendue au National Trust en 2016 . Il est ouvert au public et comprend la maison, le musée, le potager et une ferme modèle.

## Histoire

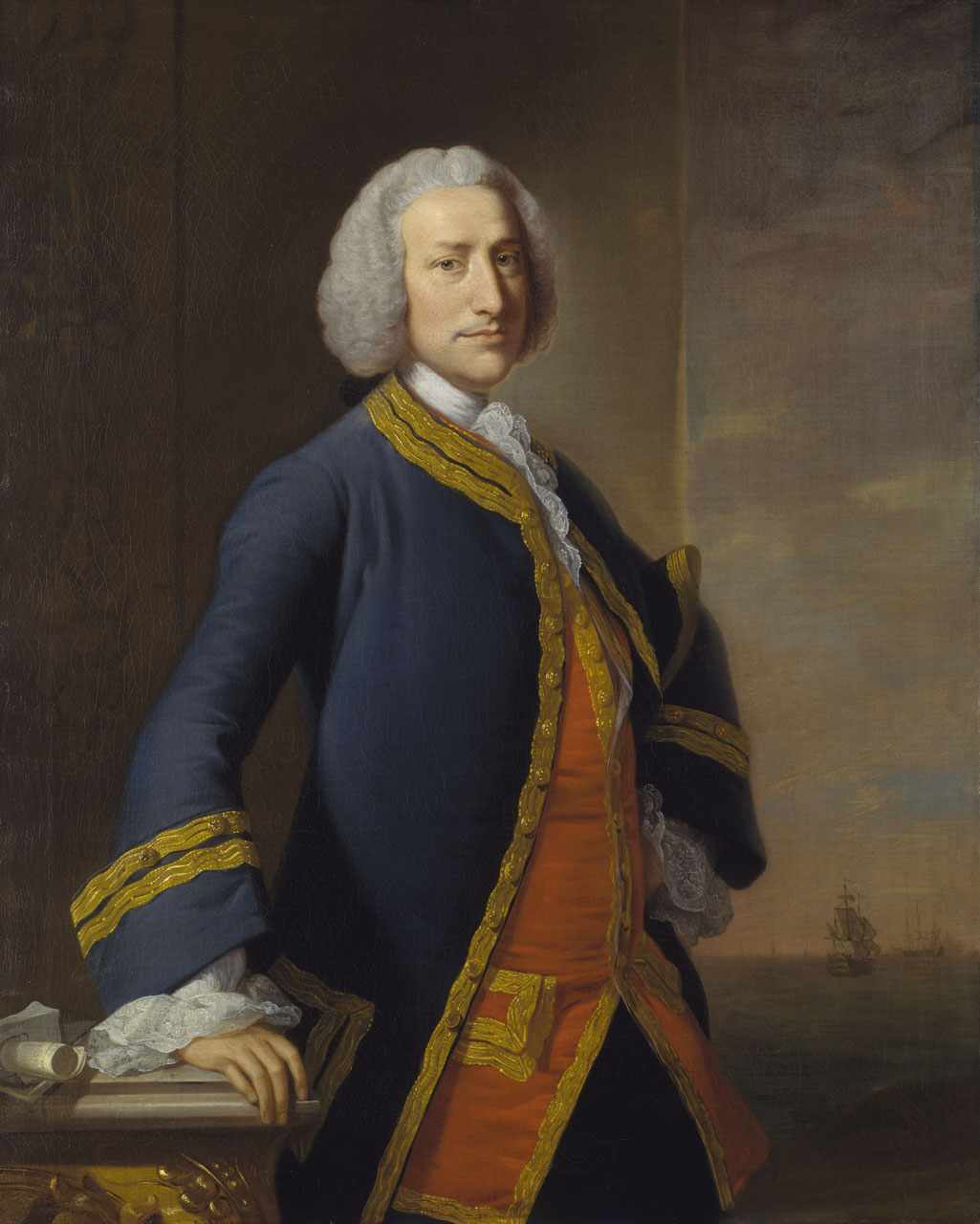
Amiral George Anson, 1er baron Anson

Le domaine de Shugborough appartient aux évêques de Lichfield jusqu'à la dissolution des monastères vers 1540, puis passe entre plusieurs mains, jusqu'à ce qu'il soit acheté en 1624 par William Anson (vers 1580-1644), un avocat de Dunston, Staffordshire. pour 1 000 £ . En 1693, le petit-fils de William Anson, également appelé William (1656-1720), démolit le manoir existant et construit un bâtiment de trois étages qui forme toujours la partie centrale de la maison .
Le fils aîné de William, Thomas Anson (1695-1773), agrandit encore la maison dans les années 1740, ajoutant deux pavillons flanquant de chaque côté du bloc central. C'est le frère cadet de Thomas, cependant, qui finance ces changements, l'amiral George Anson, créé Lord Anson en 1747 et Premier Lord de l'Amirauté en 1751, amasse une grande fortune au cours de sa carrière navale, et lorsqu'il meurt sans descendance il laisse la majorité à son frère aîné . Thomas meurt également sans enfant et la succession passe au fils de sa sœur, George Adams, qui adopte le nom de famille Anson par licence royale .
En 1806, le fils de George, Thomas (1767–1818), est créé 1er vicomte Anson. Son fils, le 2e vicomte, est créé 1er comte de Lichfield dans les honneurs du couronnement de Guillaume IV. Le comte mène une vie extravagante et accumule des dettes importantes qui, en 1842, l'obligent à vendre tout le contenu de la maison lors d'une vente de deux semaines. Alors que le 2e comte a beaucoup fait pour redonner à la maison et à son contenu son ancienne gloire, au moment où son fils hérite du domaine, celui-ci est lourdement hypothéqué.
En 1831, la princesse Alexandrina Victoria de Kent, la future reine Victoria, alors âgée de 13 ans, visite Shugborough avec sa mère, la duchesse de Kent, dans le cadre d'une longue tournée du pays. La jeune princesse séjourne chez de nombreux propriétaires terriens locaux à l'époque, dont le comte de Shrewsbury .

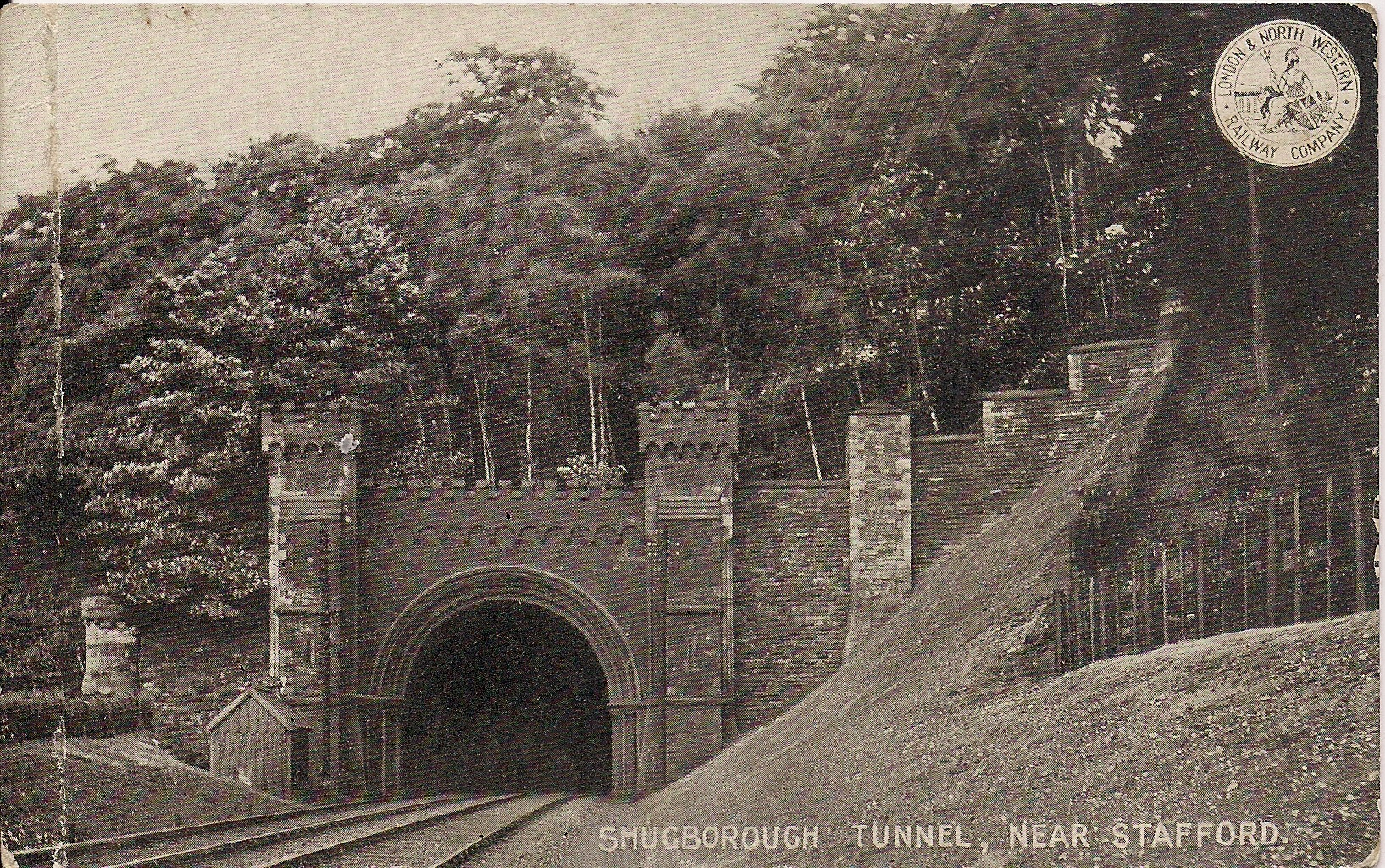
Tunnel de Shugborough - carte postale, années 1900

Passant d'est en ouest à travers la partie sud du parc se trouve la Trent Valley Line, prévue en 1845. Le chemin de fer passe sous le parc paysager et le Tunnel de Shugborough est donc largement invisible. Les entrées du tunnel, classées grade II, sont ornementales, notamment l'entrée ouest de 1847. Un élégant pont de pierre, également de 1847 et également classé grade II, au nord-ouest du Lichfield Lodge. La ligne à double voie fait partie de la West Coast Main Line, allant du nord-ouest entre Colwich Junction et Stafford .

### Fin duXXesiècle et aujourd'hui
À la suite du décès du 4e comte en 1960, un accord est conclu selon lequel le domaine serait transférée au National Trust en lieu et place des droits de succession. L'accord est finalisé et la maison est ouverte au public en 1966. Le domaine est immédiatement loué au conseil du comté de Staffordshire, qui le gère et l'entretient au nom du National Trust, Lord Lichfield conservant un appartement dans le manoir jusqu'à sa mort en 2005, payant un loyer nominal aux nouveaux propriétaires . Son successeur, le 6e comte, décide de renoncer au bail des appartements, coupant ainsi les liens directs de la famille avec le domaine.
En 2016, le conseil du comté de Staffordshire rend le domaine au National Trust, avec 49 ans restants sur son bail. Cette décision devrait permettre au conseil d'économiser 35 millions de livres sterling, le Trust ayant l'intention de lancer des investissements dans la propriété .

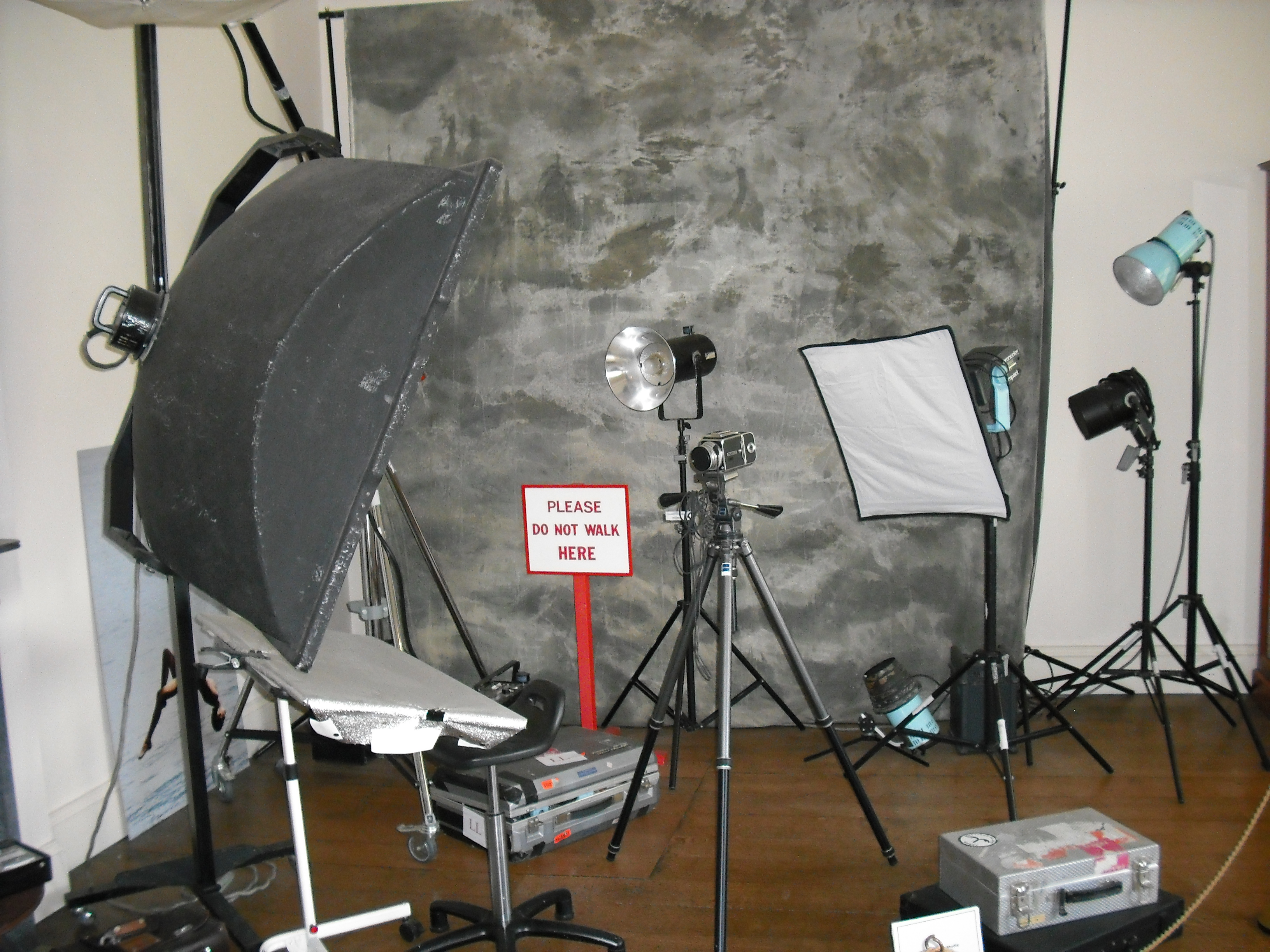
Une partie de l'exposition de l'œuvre de Lord Lichfield

Le parc et l'hôtel particulier sont ouverts au public. L'attraction est commercialisée sous le nom de "The Complete Working Historic Estate", qui comprend un musée de ferme modèle datant de 1805 avec un moulin à eau en état de marche, des cuisines, une laiterie, un salon de thé et des races rares d'animaux de ferme. Restaurée à l'origine en 1990, la brasserie du domaine est la seule brasserie à bois d'Angleterre qui produit encore de la bière à des fins commerciales. Auparavant utilisée uniquement lors d'occasions spéciales, la brasserie est une exposition de travail depuis 2007, exploitée par Titanic Brewery .
Depuis 2011, les appartements privés abritent une exposition de l'œuvre de Patrick Lichfield. Ses appareils photo et son équipement d'éclairage sont installés dans une reconstitution de son studio, et il y a une galerie de certains de ses sujets photographiques les plus célèbres.

## Architecture

### Intérieur

#### Les salles d'apparat
Les Salle d'apparat du Shugborough Hall comprennent la salle à manger d'État, le salon rouge, la bibliothèque, le salon, la salle de véranda, la salle Anson et la chambre d'État. Ceux-ci contiennent certains des intérieurs les plus opulents et les plus décorés de la salle.

La salle Verandah contient un service de table en porcelaine de 208 pièces commandé pour commémorer le tour du monde de l'amiral Anson à bord du HMS Centurion. Le service du dîner est offert à l'amiral Anson en remerciement pour son aide dans la lutte contre les énormes incendies qui détruisaient le quartier marchand de Canton. La State Bedroom donne sur la terrasse et est occupée par la reine Victoria lors de sa visite d'enfance .

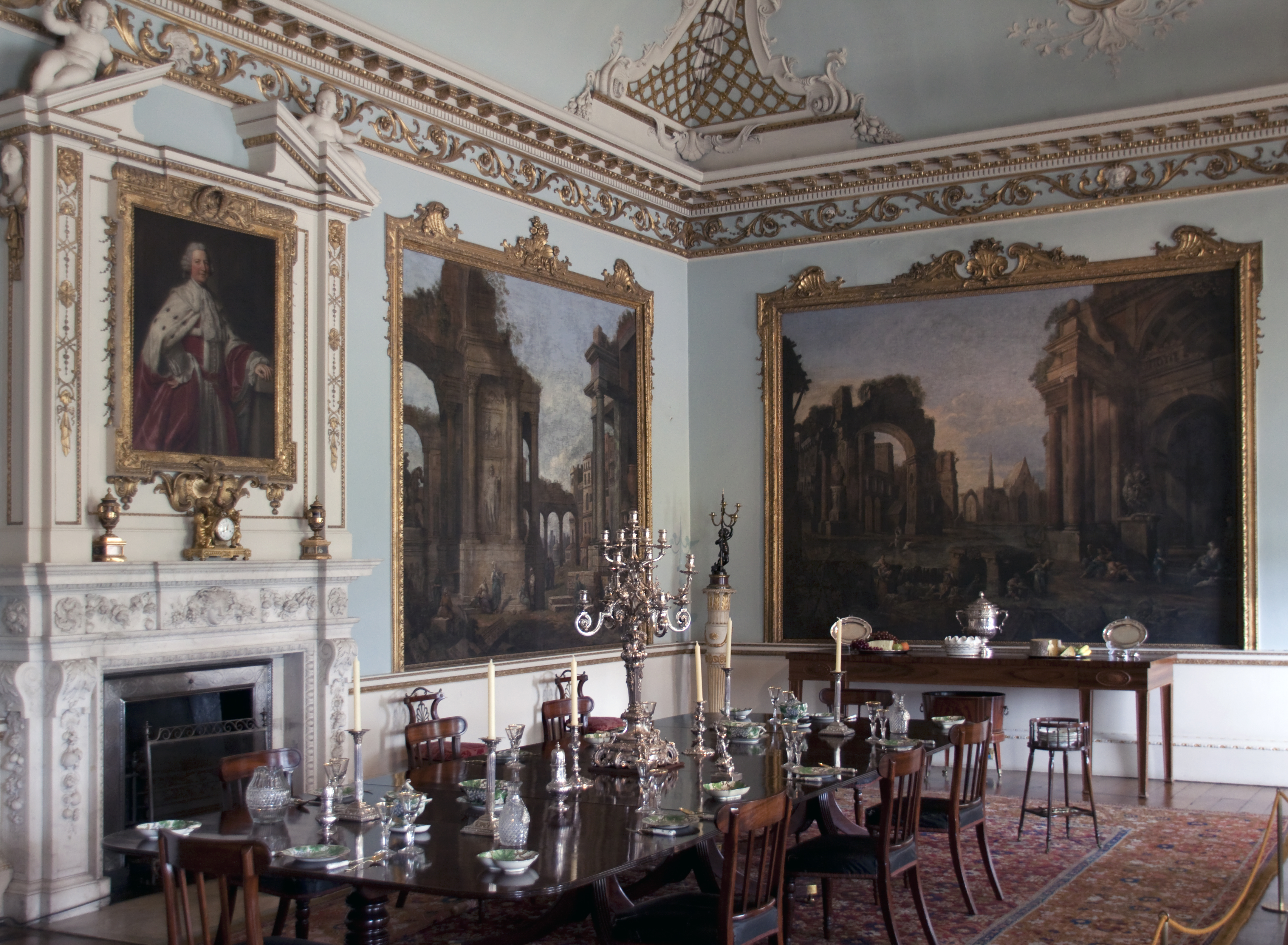
La salle à manger d'État
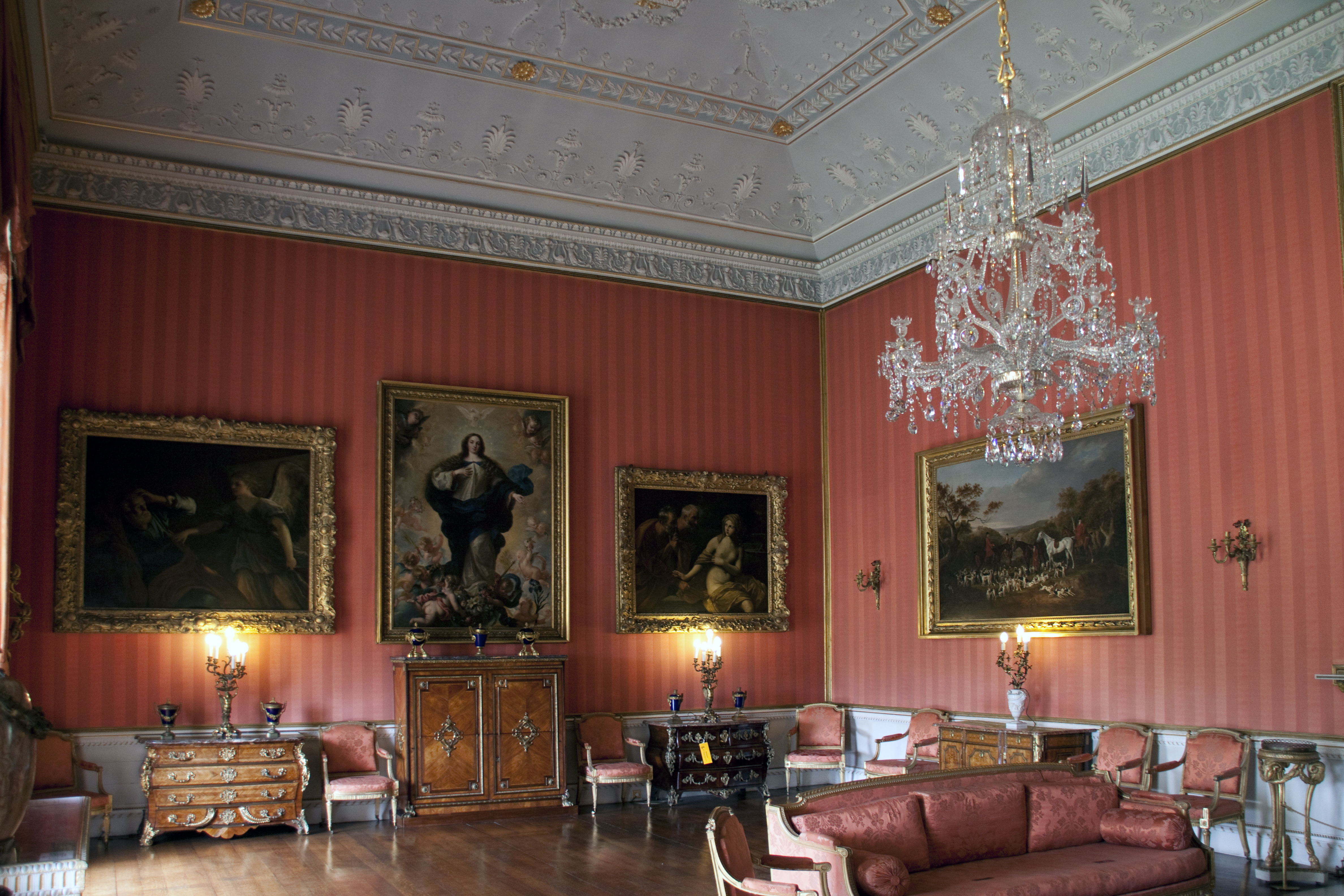
Le salon rouge
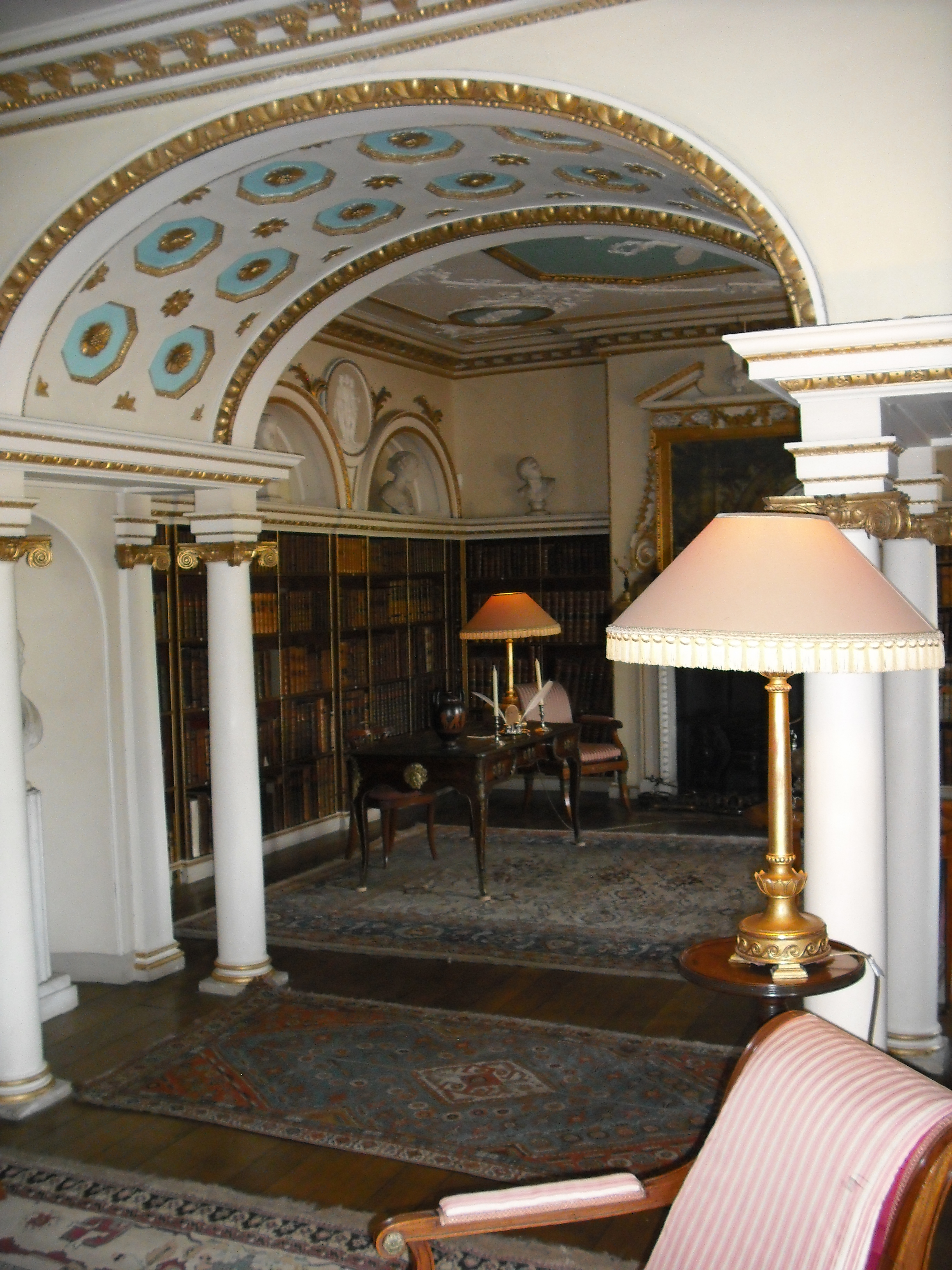
La bibliothèque

#### Appartements privés
Les appartements privés sont les quartiers d'habitation du 5e comte et de sa famille jusqu'en 2010. Le Boudoir, avec son papier peint en argent doré, est la seule pièce du manoir avec des plafonds peints à la main avec des détails dorés. Les autres pièces comprennent les chambres lilas et jaunes, le salon et la salle de petit-déjeuner entièrement circulaire .

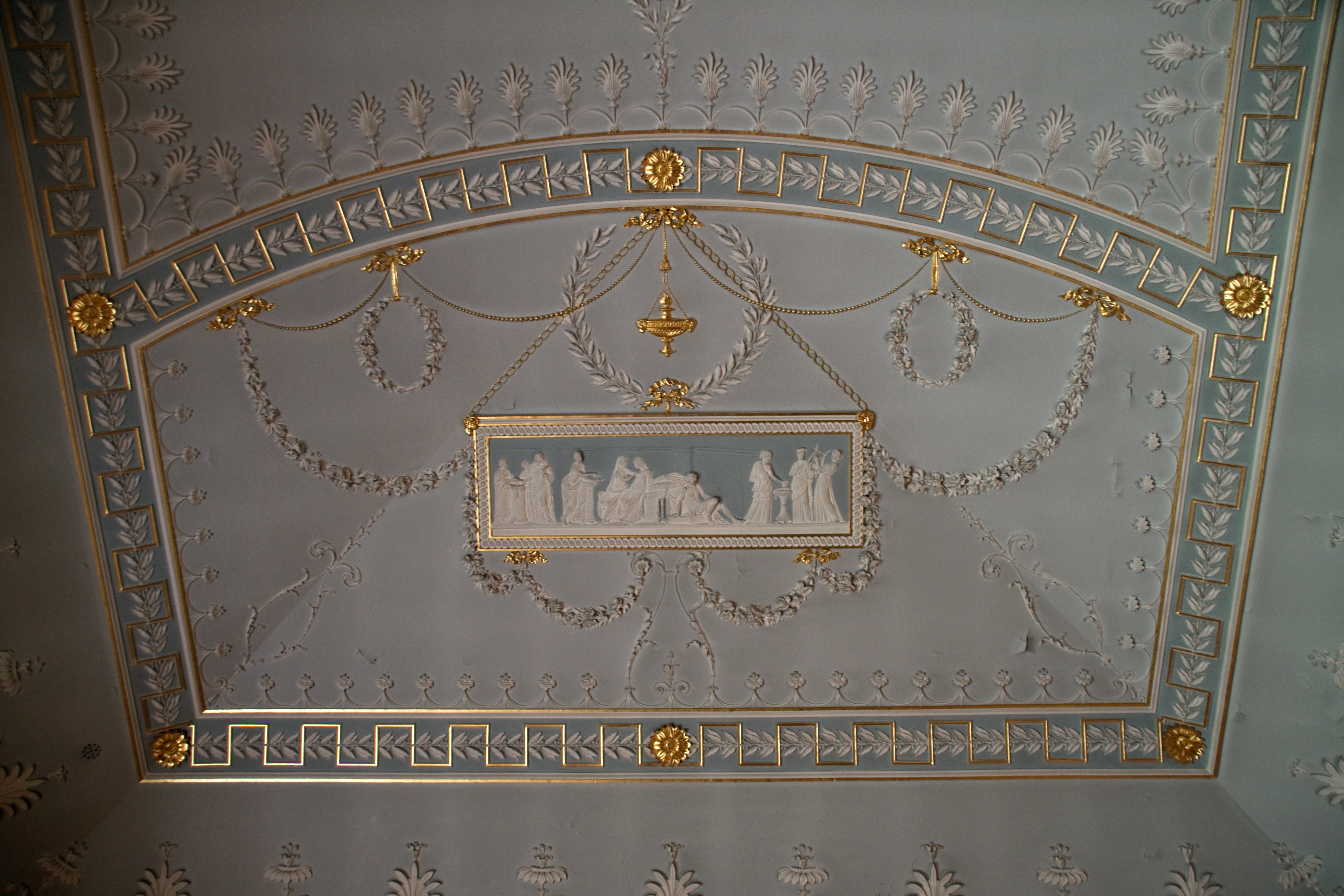
Le plafond peint à la main du Boudoir
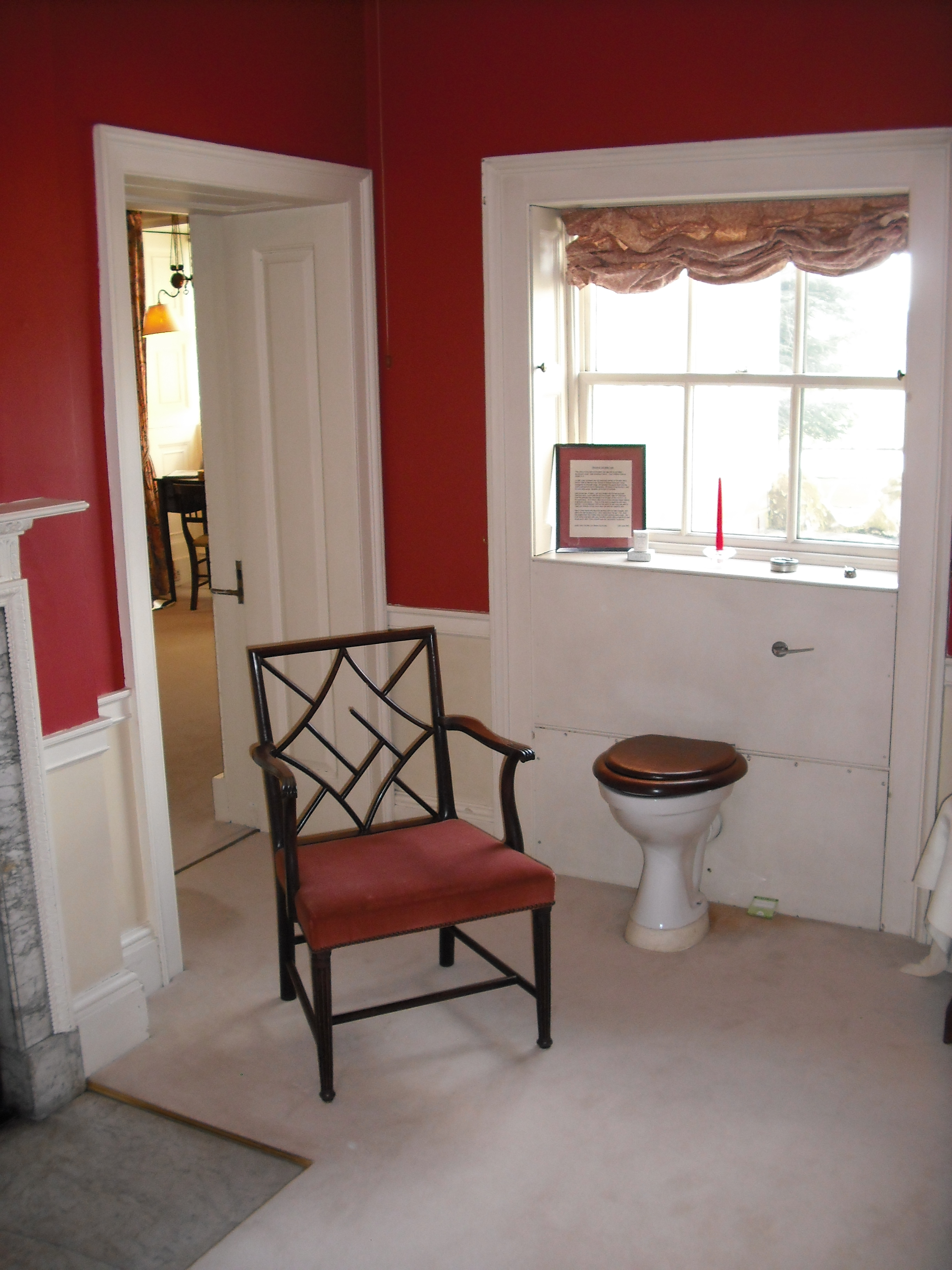
Salle de bain des invités
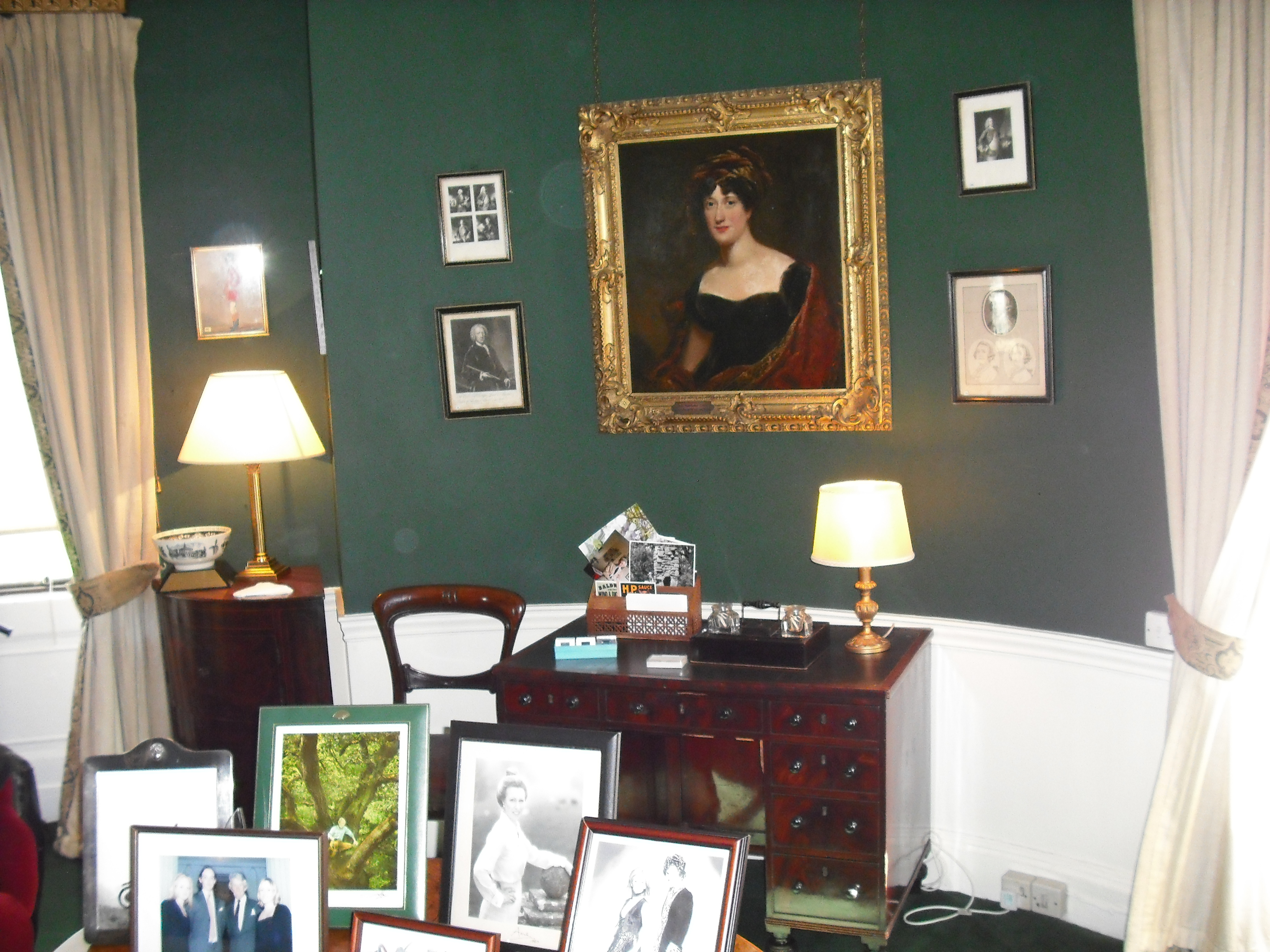
Salon vert, détail
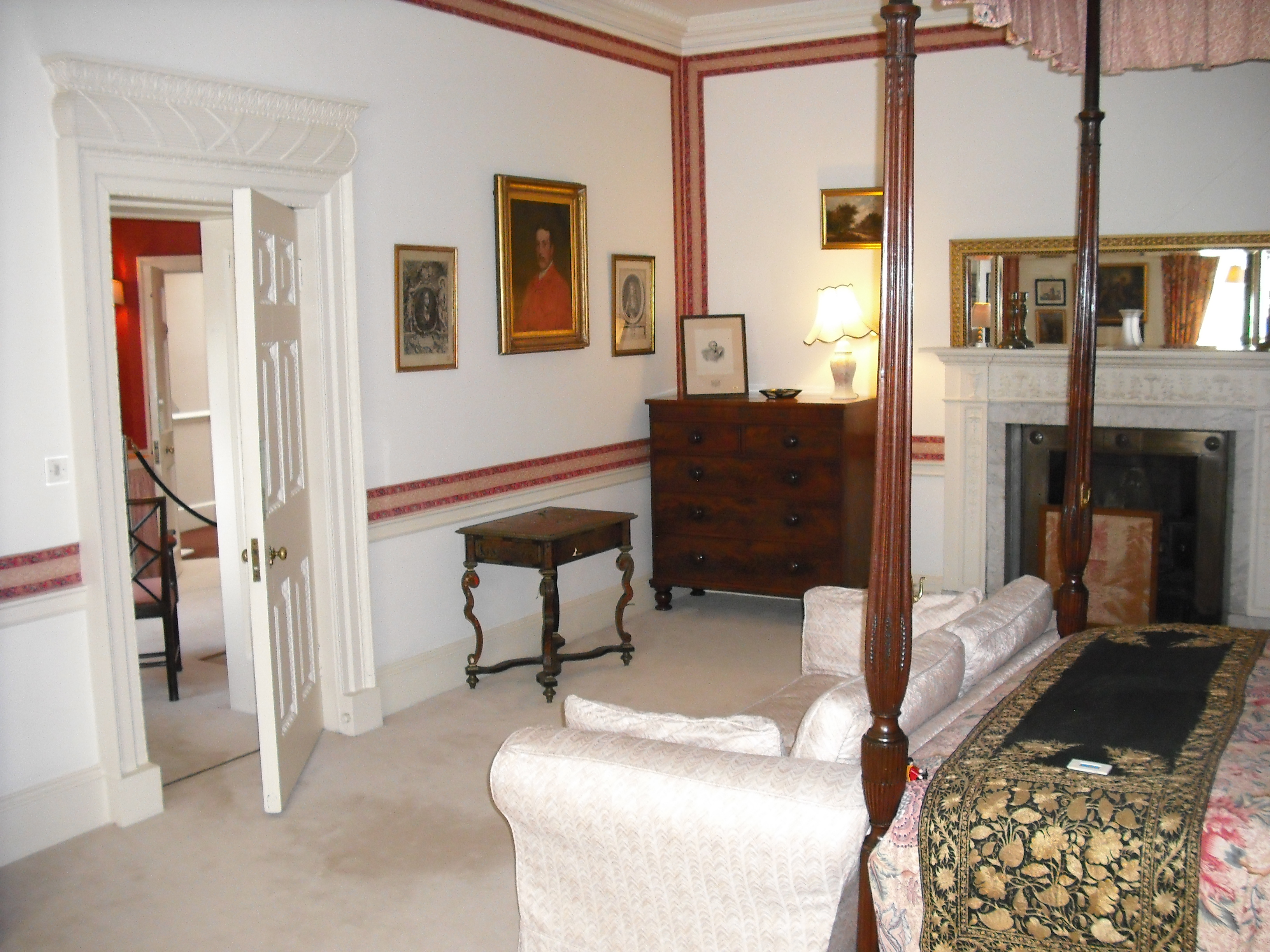
Chambre

### Extérieur
Vers 1693, William Anson (1656-1720) démolit l'ancienne maison et crée un nouveau manoir . La façade d'entrée, alors tournée vers l'ouest, comporte un corps central à balustres de trois étages et sept travées. Vers 1748, son arrière-petit-fils Thomas Anson (1767-1818) charge l'architecte Thomas Wright de remodeler la maison, qui est agrandie de pavillons flanquants à deux étages et à trois travées reliés au bloc central par des passages à fronton .

Au tournant du XIXe siècle, la maison est encore modifiée et agrandie par l'architecte Samuel Wyatt. Les pavillons et les passages sont incorporés dans le bâtiment principal, et une nouvelle façade d'entrée à portique avec dix piliers ioniques est créée à l'est  pour Thomas Anson (1er vicomte Anson) et sa femme Anne Margaret Coke, fille de Thomas Coke, 1er comte de Leicester, qu'il épouse en 1794. La maison, telle qu'on la voit aujourd'hui, est construite dans un style néo-classique et recouverte d'ardoise, poncée pour ressembler à de la pierre .

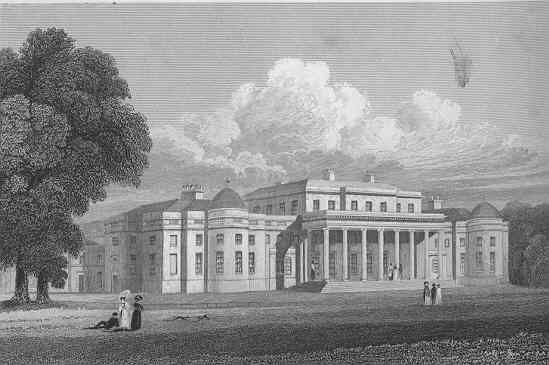
Shugborough Hall dans les années 1820
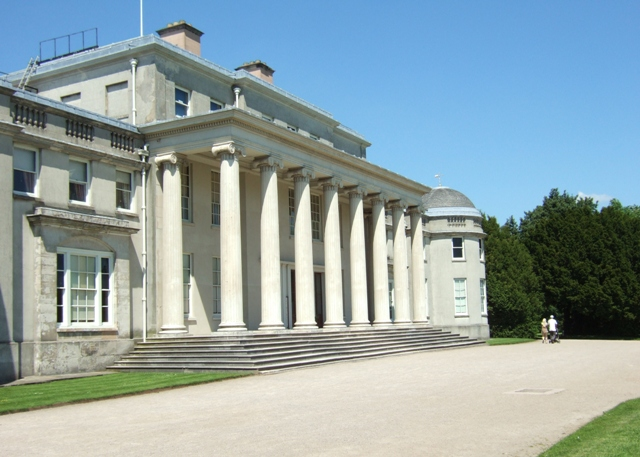
Le portique ionique du XVIIIe siècle
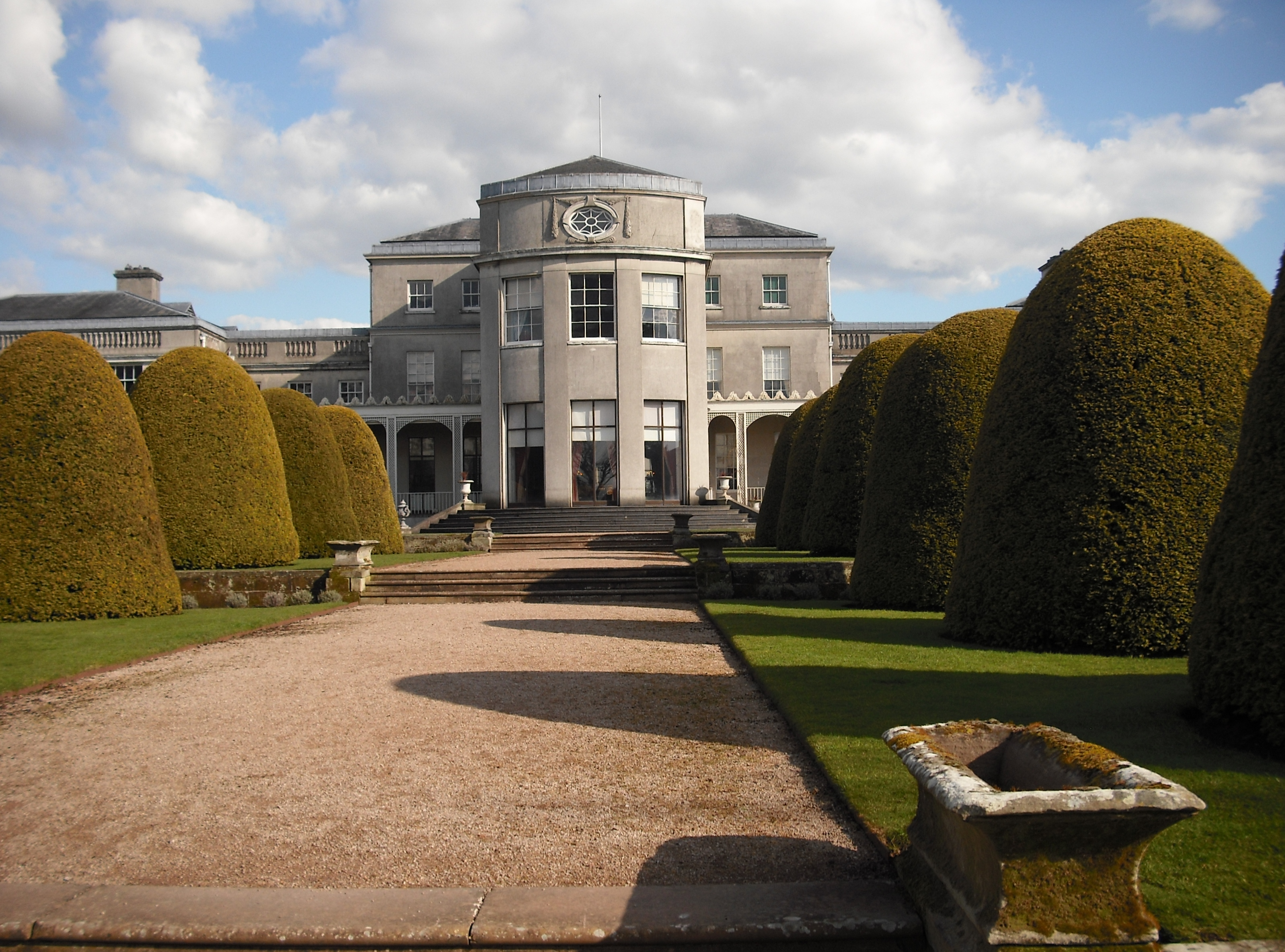
La façade arrière de la maison
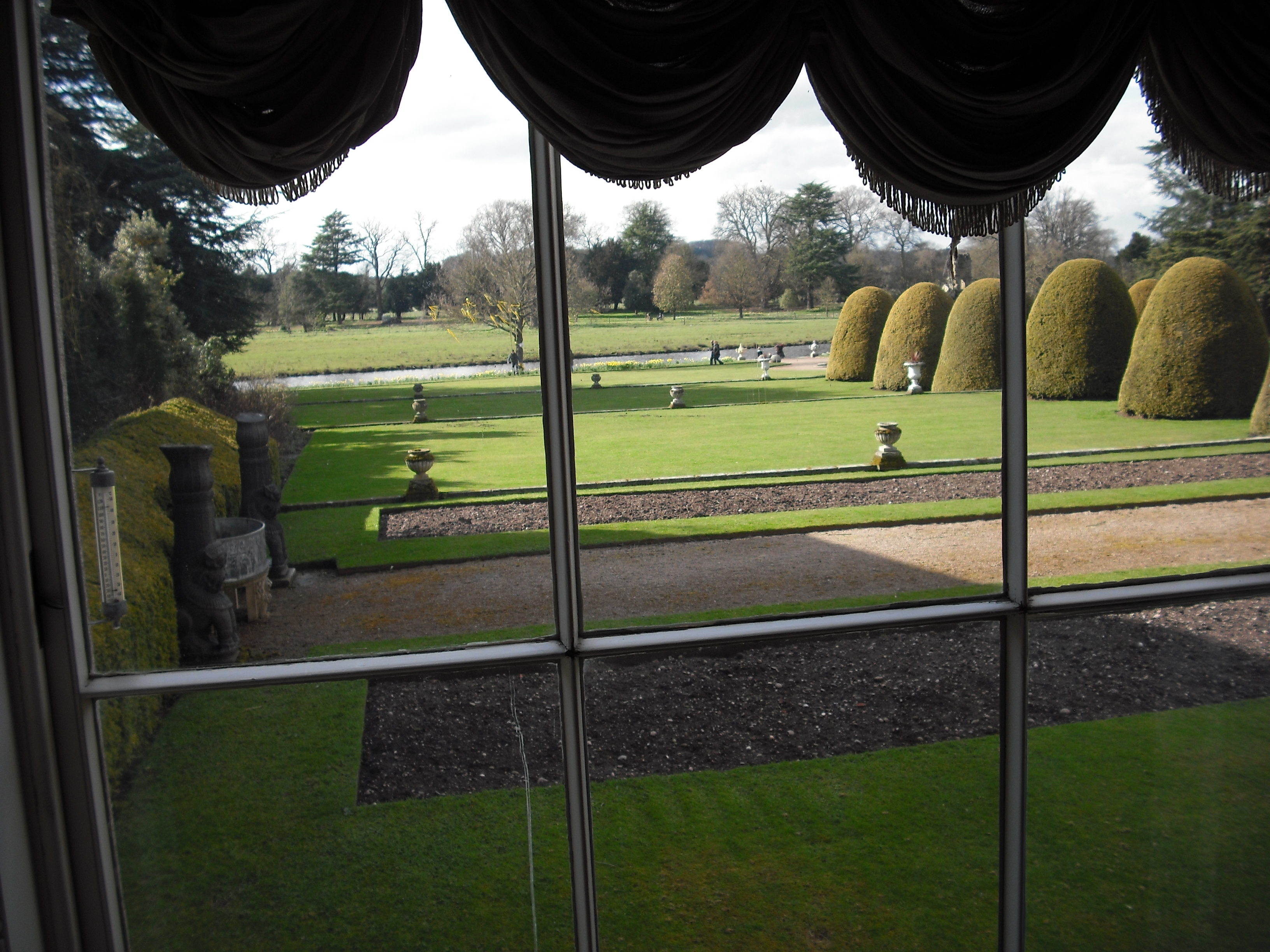
Le jardin de la maison
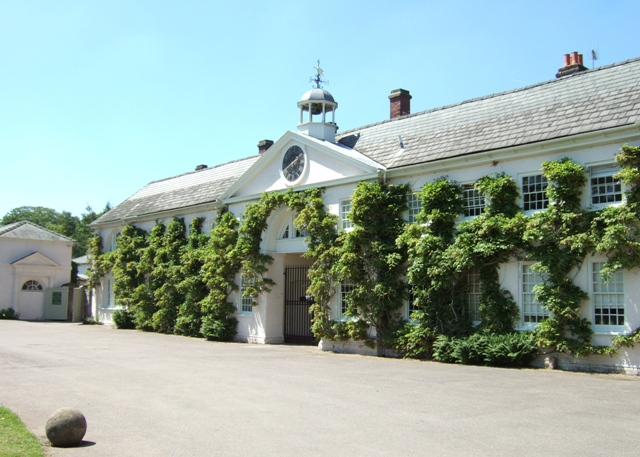
L'écurie en 2009
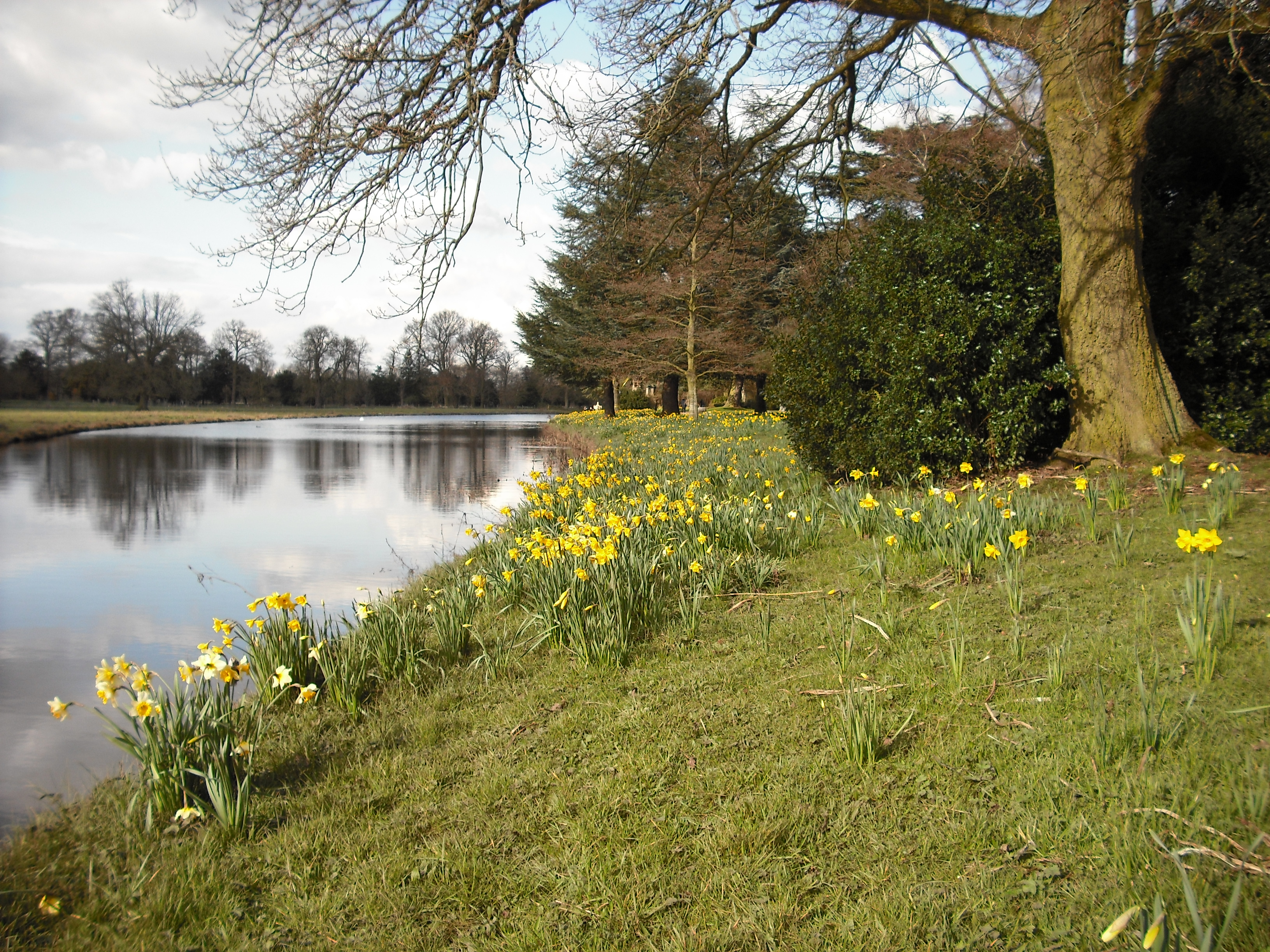
Rivière Sow à l'arrière de la maison
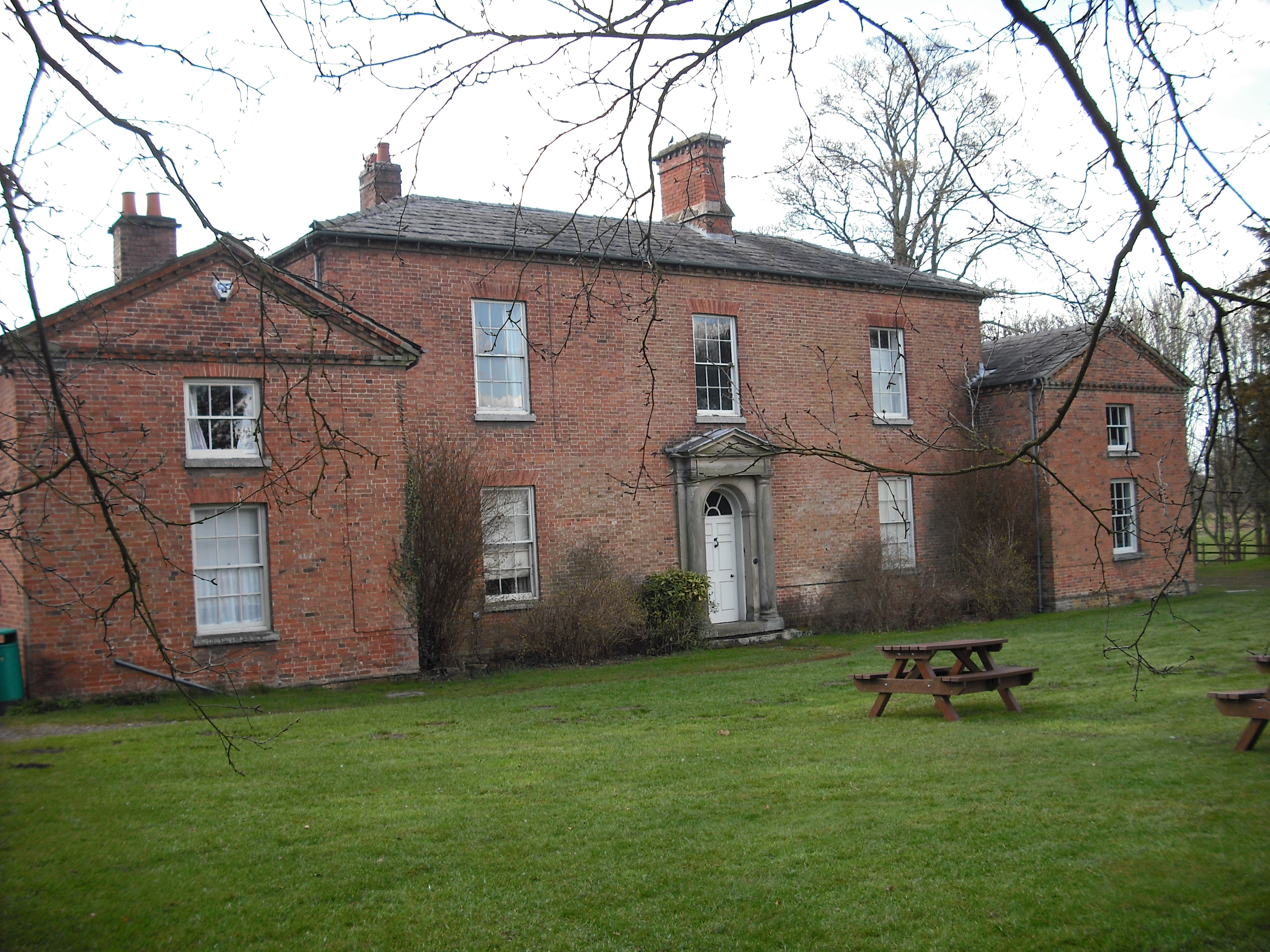
La ferme

### Le parc et les folies
Comme de nombreux propriétaires terriens de son époque, Thomas Anson (1695-1773) s'intéresse vivement à l'aménagement de son parc. Le terrain autour de Shugborough est en grande partie plat, ce qui garantit que les arbres, les folies et l'eau jouent un rôle important dans la formation du paysage . Les motifs contiennent un certain nombre de folies, dont beaucoup, comme la maison chinoise et deux ponts de style chinois, ont un thème chinois, en l'honneur de l'amiral George Anson. L'amiral Anson, qui a visité Canton, a laissé une somme d'argent considérable à son frère Thomas Anson à sa mort, qui est utilisée pour développer la maison et le domaine . La maison chinoise et la passerelle en fer rouge sont toutes deux classées au grade I.
En 1760, l'architecte classique James Stuart est employé pour concevoir un certain nombre de monuments. Stuart a visité Athènes au début des années 1750, et les influences de la Grèce antique sont évidentes à Shugborough. Stuart conçoit pour Anson une copie du monument choragique de Lysicrate et un arc de triomphe classé au grade I basé sur l'arc d'Hadrien à Athènes .

#### Le monument du berger
Le monument du berger est une folie en pierre et en marbre dans l'enceinte de Shugborough, gravée des inscriptions "OUOSVAVV" et "DM". Le monument est connu dans le monde entier depuis 1982, lorsque le livre Le Saint-Sang et le Saint-Graal attire l'attention sur la mystérieuse inscription de Shugborough. Sculpté par Peter Scheemakers, les théories ont abondé, notamment certaines qui suggèrent qu'il pourrait indiquer où se trouve le Saint Graal .

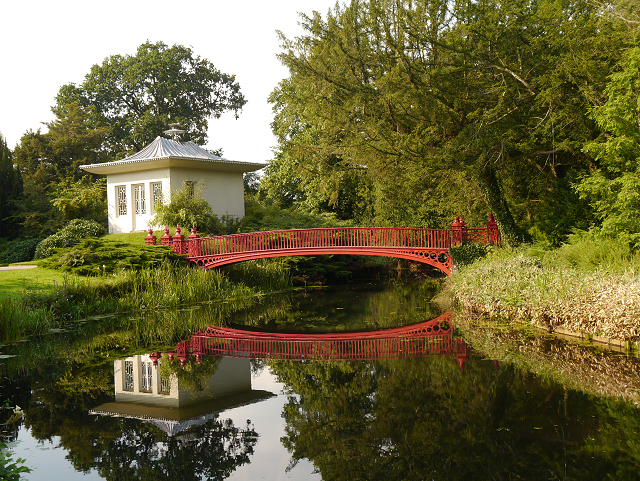
La maison chinoise
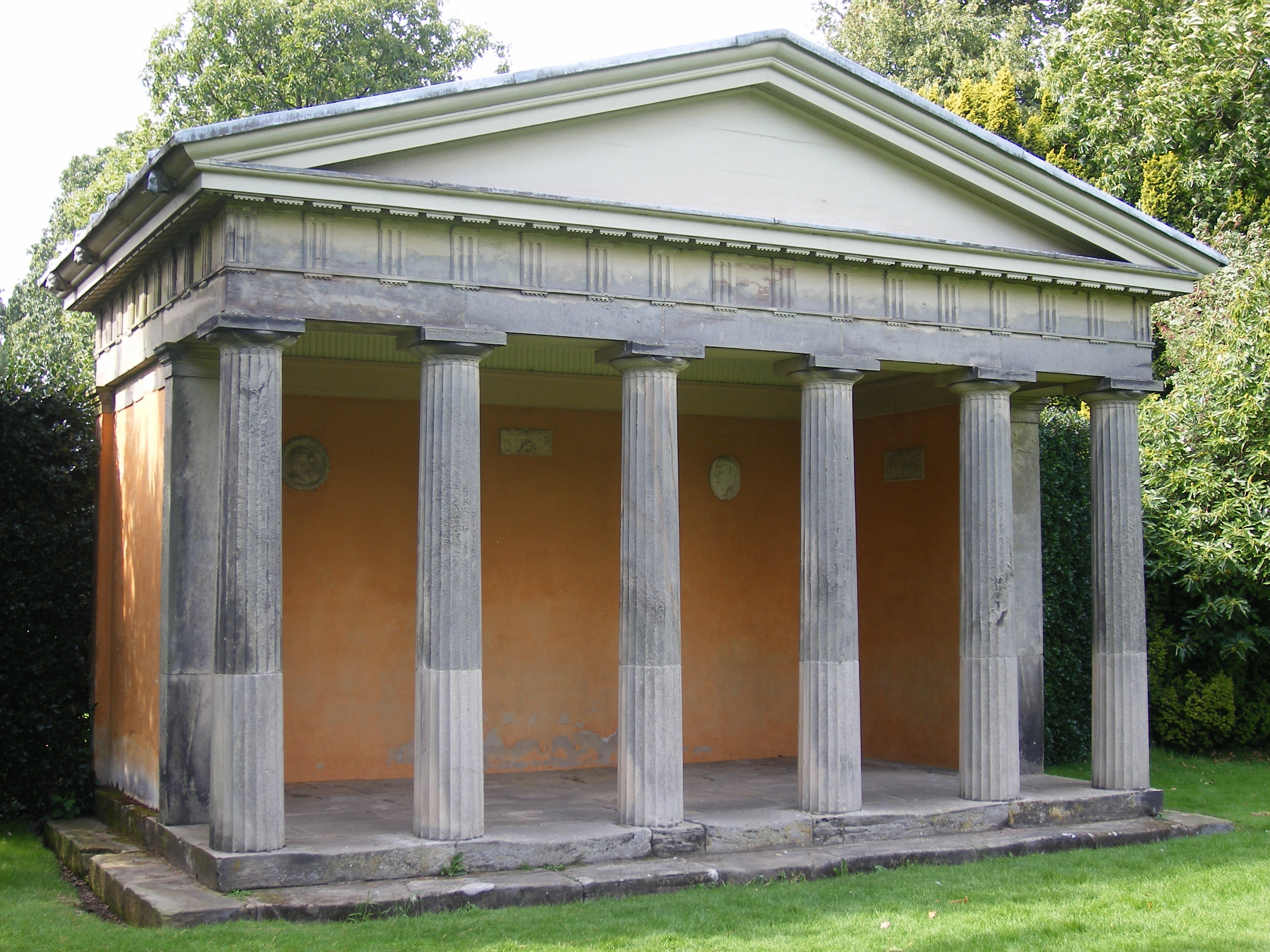
Le temple dorique
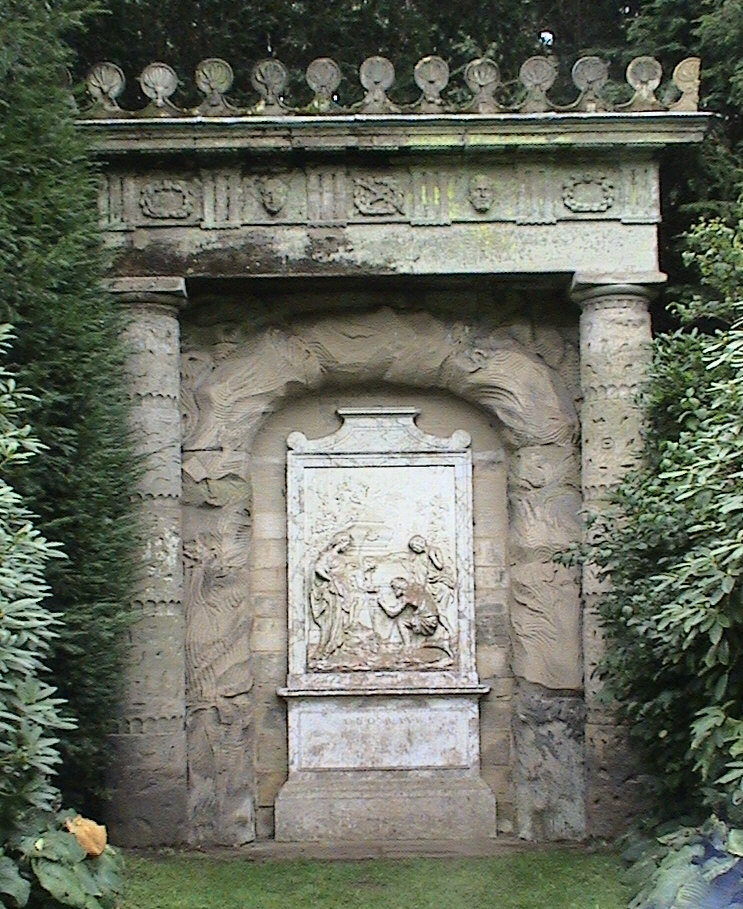
Le monument du berger
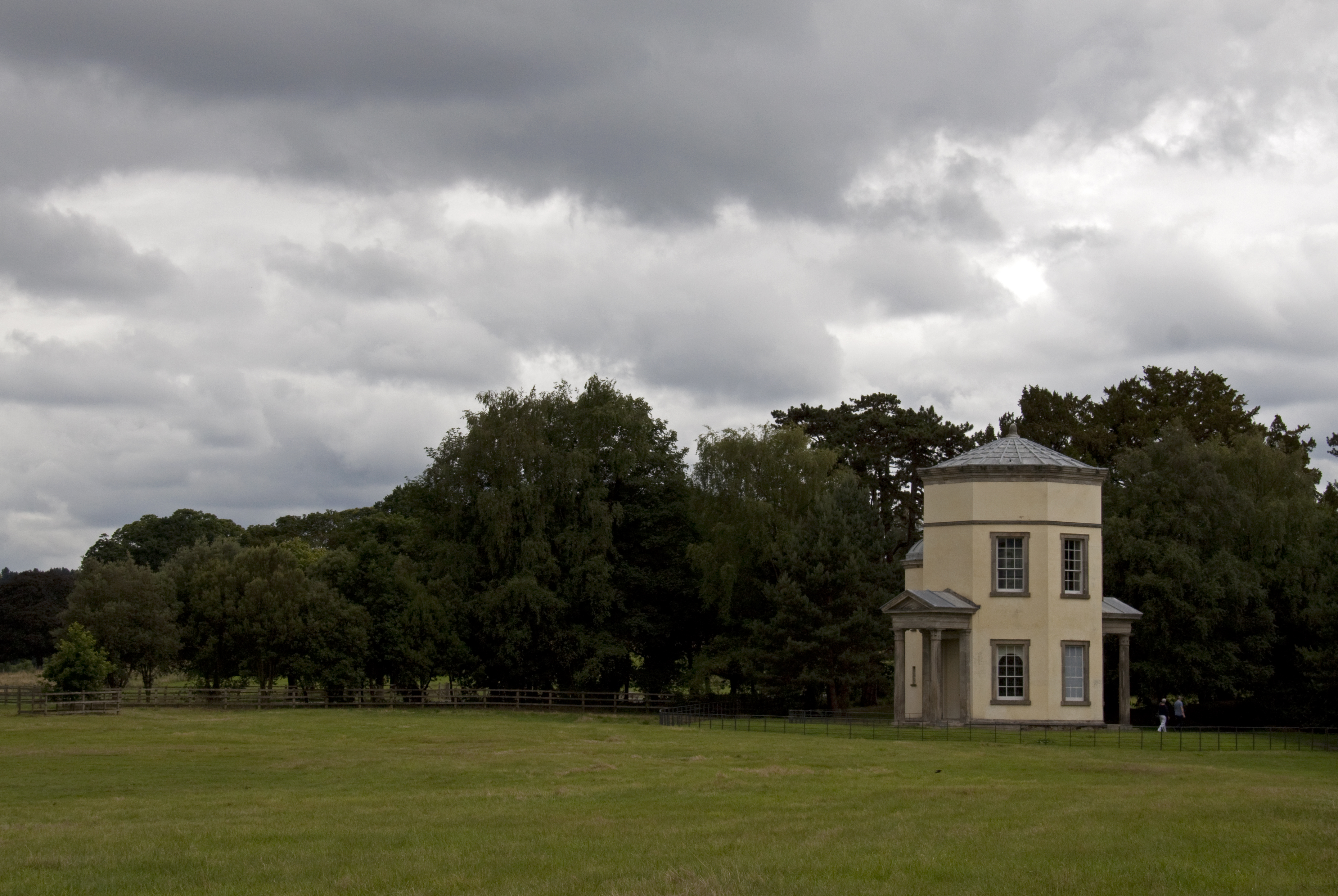
La tour des vents
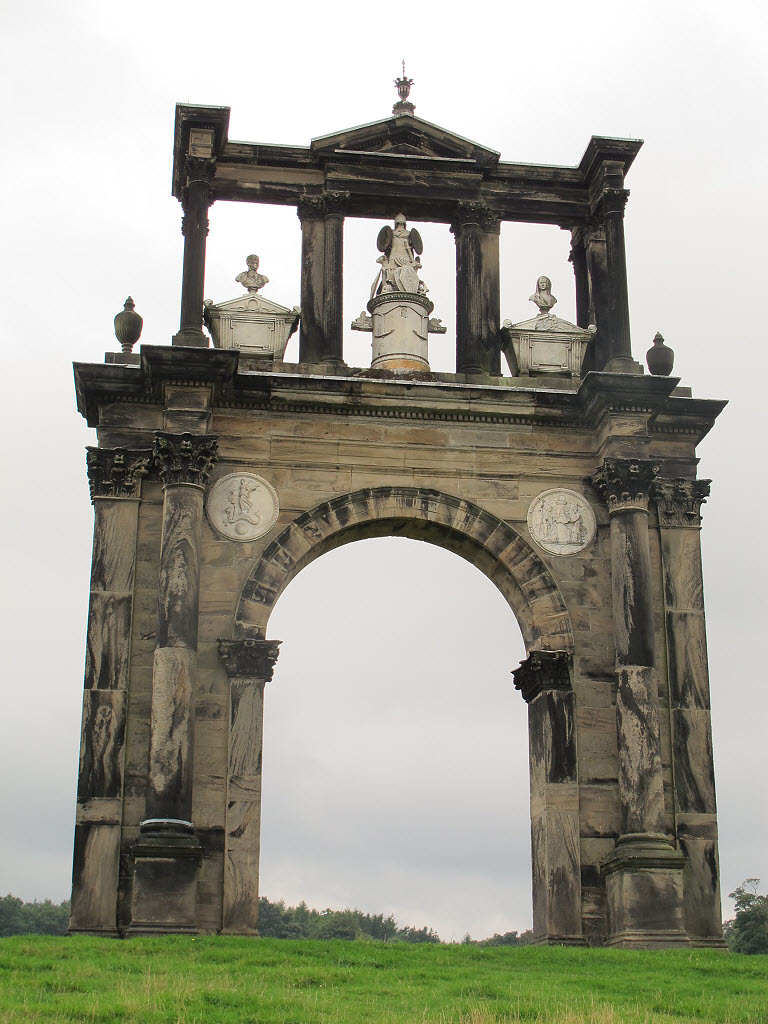
Arc d'Hadrien

## Sources
- « A Brief History of Shugborough », The National Trust, n.d. (consulté le 27 août 2014)
- Richard Belfield, The Six Unsolved Ciphers: Inside the Mysterious Codes That Have Confounded the World's Greatest Cryptographers, CA, USA, Ulysses Press, 2007 (ISBN 9781569756287, lire en ligne)
- Jeremy Black, Culture in Eighteenth-Century England: A Subject for Taste, Hambledon Continuum, 2007 (ISBN 9781852855345)
- Gervase Jackson-Stops, National Trust Studies 1981, Sotheby Parke Bernet, 1981 (ISBN 9780856671104)
- John McGilchrist, The public life of queen Victoria, London, Casser, Petter and Galpin, 1868 (lire en ligne)
- « Museums », The National Trust (consulté le 13 novembre 2012)
- « Shugborough: A complete working historic estate », The National Trust, n.d. (consulté le 27 août 2014)
- « The Mansion House », The National Trust, n.d. (consulté le 27 août 2014)
- John Martin Robinson, The Architecture of Northern England, London, Macmillan, 1986 (ISBN 9780333373965)
- « Shugborough Revisited », The National Trust, n.d. (consulté le 28 août 2014)